# Use Somebody
„Use Somebody” – ballada rockowa zespołu Kings of Leon, wydana jako drugi singiel z ich czwartej płyty Only by the Night. Mała płyta trafiła na rynek 8 grudnia 2008 roku. Teledysk można było zobaczyć na stronie grupy w portalu Myspace już 4 listopada 2008.

## Lista utworów
1. „Use Somebody” - 3:51
2. „Knocked Up” (Lykke Li vs. Rodeo Remix) - 5:34